# Ольсбрюккен
Ольсбрюккен (нем. Olsbrücken) — община в Германии, в земле Рейнланд-Пфальц. 
Входит в состав района Кайзерслаутерн. Подчиняется управлению Оттербах.  Население составляет 1121 человек (на 31 декабря 2010 года). Занимает площадь 7,22 км².